# 透明人間 (テレビドラマ)
『透明人間』（とうめいにんげん）は、1996年4月13日から7月6日まで毎週土曜日21:00 - 21:54に、日本テレビ系の「土曜グランド劇場」枠で放送された日本のテレビドラマ。主演は香取慎吾。

## 概要
SMAPの香取慎吾の初主演ドラマで、香取扮する主人公が透明人間となって悪事を暴くという物語。香取の全裸、尻丸出しの演技が話題となった。
序盤は殺人事件などを扱いながらも明るい雰囲気で、一話完結型のコミカルなストーリーだが第9回以降は「DEAD ZONE IN ZEUS」の副題がつき、敵であるゼウスグループとの本格的な対決を主軸に最終回までシリアスな展開が続く。コミカルな演出を一定程度保ちつつも、登場人物の裏切りや死、憎悪などが暗い演出で描かれる。
ドラマが放映された年は、同じSMAPの木村拓哉もフジテレビのドラマ『ロングバケーション』で主役の瀬名秀俊を演じていた。また、日本テレビとフジテレビで視聴率競争が展開された年でもあり、曜日は異なるものの、互いに21時枠のドラマであったために「長谷川半蔵（香取）vs瀬名秀俊（木村）」の顔合わせもまた話題となった。
好評だったため、全12回の予定が1回延長の13回の放送となった。VHSソフト化もされている。
2022年8月以降現在、DVD版・Blu-ray版はリリースされていない。

## あらすじ
小笠原から渋谷に渡ってきた報道カメラマン志望の青年・長谷川半蔵は、偶然出会った大手新聞社「メトロタイムズ」の記者・笹森飛鳥とともにひき逃げ事件を目撃する。謎の露天商の男から手に入れた薬で一時間だけ体が透明になることに気づいた半蔵は、透明人間となってスクープ写真を撮影し、ひき逃げ事件を解決する。
その功績を認められ、メトロタイムズでアルバイトカメラマンとして働くことになった半蔵は、飛鳥とコンビを組んで事件を追いつつ、裏では透明人間としての能力を生かし、事件の黒幕である大企業グループにして犯罪組織「ゼウスグループ」の悪事を次々と暴いてゆく。

## キャスト

### 主要人物
長谷川 半蔵（はせがわ はんぞう）
演 - 香取慎吾
主人公。小笠原諸島の母島から報道カメラマンを目指し本土にやってきた20歳の青年。やや臆病で抜けたところはあるが、明るく天真爛漫な性格の持ち主。幼い頃に聞かされた御伽話に出てくる「伝説のモグラ」を探している。ある日偶然手に入れた薬を使って透明人間になり、陰ながら事件を解決してゆく。幼い頃母親に捨てられており、ゼウスグループとの戦いのなかで自身の出生の秘密を知ることになる。
笹森 飛鳥（ささもり あすか）
演 - 深津絵里
メトロタイムズの記者。24歳。ゼウスグループ追及の急先鋒だった亡き父・笹森 晋太郎（ささもり しんたろう）の遺志を継ぎ、ゼウスの犯罪を追う。気の強い性格で、コンビを組む半蔵にしばしば手を上げる。事件に深入りして危機に陥って監禁されては透明になった半蔵に助けられるが、目的に向かうと周りが見えなくなることも相まって飛鳥自身はそれに気づかず、少なからず疑問を覚えることもあるものの、事件のたびに逃げ出したと思い込む。
笹森 玲奈（ささもり れな）
演 - 山田麻衣子
飛鳥の妹。15歳。血は繋がっておらず、飛鳥の父が自身の厳しい追及により自殺したとされるゼウスグループ佐々木工場長の娘を引き取り育ててきた。12年前のある事件から全盲となっているが、透明になった半蔵の姿だけは見ることができる。そのため、めったに外に出られない彼女にとっては数少ない友人として、半蔵にとって透明人間としての活動を明かせる数少ない友人として互いに連絡や協力を取り合うようになる。
遠山 達夫（とおやま たつお）
演 - 石田純一
警視庁首都圏本部捜査一課の刑事。女好きで、美女を見るとすぐに口説く。刑事としては迂闊な性格で表面上は軽薄なため、飛鳥からは軽く扱われているが、根は人情に厚い正義漢。透明人間に遭遇した犯罪者の証言を何度も耳にするうちに、半蔵が透明人間ではないかと疑問を抱いていく。
西村 信子（にしむら のぶこ）
演 - 黒木瞳
警視庁首都圏本部科学捜査研究所主任。玲奈の母親を名乗り、飛鳥の元から引き取ろうとする。その正体はゼウスグループの一員であり、証拠の偽造や捏造で信奉者の犯罪隠蔽を行っている。本名は大沢 真実（おおさわ まみ）。じつは半蔵と深い関わりがある。
森田 勇二（もりた ゆうじ）
演 - 森本レオ
メトロタイムズの部長。遠山の先輩でもある。妻とは離婚している。顔が広く多趣味な面があり、透明人間になった半蔵の行く先々で遊んだり習い事を受けたりする。終盤ではゼウスの一員ではないかと飛鳥に疑われる。
倉沢 清美（くらさわ きよみ）
演 - 黒谷友香
メトロタイムズでアルバイトとして働く女性。じつはハッカー並にコンピュータの扱いに長ける。
大川 紀夫（おおかわ のりお）
演 - 石塚英彦
メトロタイムズのカメラマン。カメラマン志望の半蔵に先輩としてアドバイスを送ることもある。大食漢で、やや抜けたところもある。家族に幼い娘がいる。
野口（のぐち）
演 - 二瓶鮫一
メトロタイムズのハイヤー運転手。衣服の所在がわかりやすく、人目に触れられにくい車内は半蔵にとって透明になりやすく、服だけ置いて行かれる状況に少なからず遭遇するが、終盤まで透明人間とは気付かない。
庭野 実（にわの みのる）
演 - 山崎一
半蔵が住むアパートの大家。妻のみどり、娘の梅・桃姉妹とともに暮らす。家族そろって半蔵の部屋に無断で上がりこんで私物を使う。たまに騒動を起こすものの、家族仲は良好。
庭野 みどり（にわの みどり）
演 - 有賀さつき
大家夫人。人妻にもかかわらず半蔵に好意を抱いており、何かと世話を焼こうとする。
ミスターX
演 - 嶋田久作
ゼウスグループの指導的立場にある人物。その素性は一切が謎に包まれている。最終回で、半蔵がパンドラの箱を奪い失敗したため、真の支配者であるクロノスに抹消される。

### ゲスト
- 第1回 - 佐野史郎（第9回にも出演）、長谷川初範（第10回にも出演）、鶴田忍
- 第2回 - 高田純次、森川由加里、茅島成美、ダンカン
- 第3回 - 細川直美、MIE（現・未唯）、山口美也子、宇梶剛士、清水よし子、市川勇
- 第4回 - モト冬樹、森公美子（第11回、第12回にも出演）、崎本大海（第11回 - 最終回にも出演）
- 第5回 - 藤原喜明、梓みちよ、森川美穂
- 第6回 - 林隆三、池田政典、デーブ・スペクター、ガダルカナル・タカ
- 第7回 - 浅野ゆう子、ダチョウ倶楽部、ダンプ松本、グレート義太夫
- 第8回 - 西岡徳馬、児島未散、濱田万葉、高木ブー、宮田早苗、アンパンマン(着ぐるみ)
- 第9回 - デビット伊東、石井愃一（第10回にも出演）
- 第11回 - 森山周一郎（第12回、最終回にも出演）、高野拳磁、北見敏之、中島陽典

## 設定

### 透明薬と透明人間
長谷川半蔵が手に入れた顆粒状の薬（通称「透明薬（とうめいぐすり）」）を服用すると頭痛に襲われ、青白い光に包まれた後1時間のみ透明人間になることができる。着用している服などはそのままのため、透明人間として活動するには全裸となる必要がある。飲食物などは口に含んだ瞬間見えなくなるが、体外に排出された汗や血液などは周囲からも視認が可能となる。また水に濡れた状態では体表に水が付着して視認されるため、雨中での活動も不可能である。
半蔵は謎の露天商（佐野史郎）から手に入れたこの薬を花粉症の薬と思い込むが、その実体はゼウスグループ西東京研究所から研究員の小峰（「小峯」表記もあり）によって持ち出されたピグマリオン計画（後述）の副産物である。先の薬と見た目がまったく同じであったために、小峰がひき逃げされた際、半蔵がその場に落ちていた薬を誤って拾ったのである。この薬は生体に強い副作用をもたらし、大量に服用すると次第に不定期な透明化や激しい頭痛、全身の痛みなどの症状に襲われるようになり、やがては死に至る。

### ゼウスグループ

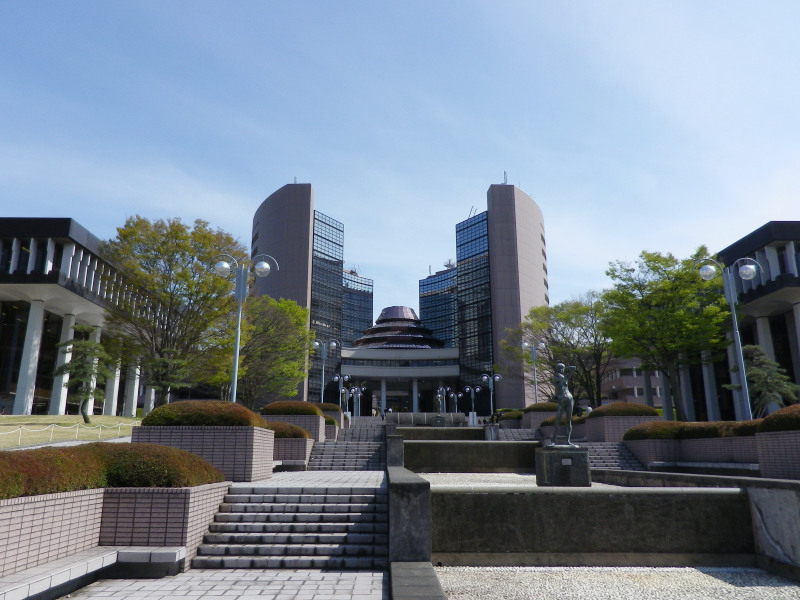
東京工科大学八王子キャンパスの研究棟。ゼウスグループ本部「オリンポスビル」外観の撮影に使用された

「自然環境とテクノロジーの共存共栄」を理想に掲げ、多岐にわたる分野に事業を展開するコンツェルン。表向きには合法的な企業活動を行っているが、その裏では利益のために殺人さえも平然と実行する巨大犯罪組織であり、グループの息のかかった人間を警察組織などにも多数送り込んでいるため、その悪名にもかかわらず本格的な摘発を逃れている。
「ゼウス」の名はギリシア神話の主神ゼウスに由来し、関連企業にもギリシア神話の神々や人物にちなんだ名称がつけられている（「レストラン・アポロン」「ミノス建設」「ヘスティア貿易」など）。グループの総本部はオリンポスビル。
ゼウスグループの真の目的は「ピグマリオン計画」を実行に移すことである。この計画はギリシア神話において理想の女性の像を彫り、人間になったその像と結婚したピグマリオンの話になぞらえ、神経に作用する特殊なガスを用いて人間をゼウスグループの信奉者に作りかえることを目的とする。物語開始の12年前に新潟県のアリオン化学新潟工場で実験が行われたが失敗しており、ゼウスグループはその事故を隠蔽するために表向きには塩素ガス発生事故として処理した。計画実行には不完全な状態のガスが入れられた通称「パンドラの箱」と、アリオン化学佐々木工場長の娘・玲奈の目に記録された化学式の情報が必要となる。
ピグマリオン計画に絡む数々の指示は「ミスターX」という素性不明の人物が行っているが、ゼウスグループの真の支配者はクロノス（声 - 里内信夫）である。その名はゼウスの父クロノスに由来する。事故によって使えなくなった肉体を捨てており、脳髄のみが機械に繋がれている。すでに人間としての感情を失っており、逆らった者や失敗した者を容赦なく殺害する。

## スタッフ
- 脚本 - 伴一彦
- 演出 - 吉野洋、猪股隆一、古賀倫明
- 音楽 - 小倉博和
- 主題歌 - サザンオールスターズ「愛の言霊 〜Spiritual Message〜」（タイシタレーベル）
- ビジュアルエフェクト - 守屋誠一
- カースタント - スーパードライバーズ
- 技術協力 - NTV映像センター
- 特撮協力 - クロースタジオ
- チーフプロデューサー - 小杉善信
- プロデューサー - 佐藤敦
- 制作協力 - 日本テレビエンタープライズ
- 製作著作 - 日本テレビ

## 放送日程
参照『宇宙船YEAR BOOK 1997』朝日ソノラマ〈宇宙船別冊〉、1997年2月28日、66頁。雑誌コード：018844-02。
- サブタイトルは新聞等のテレビ欄に記された。作品のタイトル画面では「第○回」とのみ表示されている。

| 各話                                                       | 放送日  | サブタイトル                                               | 監督     | 視聴率 |
| ---------------------------------------------------------- | ------- | ---------------------------------------------------------- | -------- | ------ |
| 第1回                                                      | 4月13日 | ミラクル盗撮スクープの秘密! 今世紀最大のヒーローは見えない | 吉野洋   | 21.6%  |
| 第2回                                                      | 4月20日 | 悪人は眠らせない! 女装マジックを暴け!                      | 吉野洋   | 18.5%  |
| 第3回                                                      | 4月27日 | 悪女同盟! 誘惑キスにドキッ                                 | 猪股隆一 | 19.6%  |
| 第4回                                                      | 5月04日 | ダイハードな幽霊! 学校のトイレの恐怖階段                   | 古賀倫明 | 16.1%  |
| 第5回                                                      | 5月11日 | 恐怖の逃亡者! ラブラブ張り込み作戦大混乱                   | 古賀倫明 | 18.9%  |
| 第6回                                                      | 5月18日 | 仮面の恋! 盲目犯罪を暴いた脱獄テクニック                   | 吉野洋   | 17.1%  |
| 第7回                                                      | 5月25日 | 殺人魔術! 超能力美女のキッス                               | 猪股隆一 | 17.2%  |
| 第8回                                                      | 6月01日 | SOS愛と死の学校ジャック事件泣く凶悪犯                      | 長沼誠   | 18.6%  |
| 第9回                                                      | 6月08日 | 顔のない侵入者! 悪魔の素顔を見たぜゼウス                   | 古賀倫明 | 15.9%  |
| 第10回                                                     | 6月15日 | 悪女炎上! 暴走記者がスクープした運命の罠                   | 吉野洋   | 16.9%  |
| 第11回                                                     | 6月22日 | 聖母伝説! 逃亡の果てに囚人となった半蔵!!                   | 猪股隆一 | 15.9%  |
| 第12回                                                     | 6月29日 | 盲目美少女死んだ! 闇夜に光る恐怖の箱の謎                   | 吉野洋   | 17.9%  |
| 最終回                                                     | 7月06日 | 地球最後の日! 透明人間死す!! 愛のため                      | 猪股隆一 | 22.9%  |
| 平均視聴率 18.2%（視聴率は関東地区・ビデオリサーチ社調べ） |         |                                                            |          |        |

## 受賞
- 第9回ザテレビジョンドラマアカデミー賞
  - 撮影賞

## 映像ソフト
- バップよりVHSが発売[1]。全4巻[1]。